# Gau Bayreuth
De Gau Bayreuth (tot juni 1942, Gau Bayerische Ostmark), (Nederlands: Gouw Bayreuth) was een gouw in het Duitse Rijk. Het gouw bestond van 1933 tot 1945.

## Geschiedenis
In 1933 werd de gouw Bayerische Ostmark opgericht door de gouwleider Hans Schemm, die de drie gouwen Oberpfalz (Opper-Palts), Niederbayern (Neder-Beieren) en Oberfranken in een interne machtsstrijd verenigde. Op 19 januari 1933 werd de Gau Bayreuth door de gouwleider van Oberfranken Hans Schemm opgericht. De term Bayerische Ostmark werd na de Eerste Wereldoorlog voor de regio bedacht om te verwijzen naar het feit dat het gebied nu grenst aan het nieuwe Tsjecho-Slowakije, een land dat als vijandig tegenover Duitsland werd beschouwd. De term Mark (Nederlands: mark) werd historisch gebruikt in het Duitse Keizerrijk voor grensgebieden met vijandige buren. Het was de enige van de Beierse gouwen met meer dan één Regierungsbezirk, die er drie besloeg.
Vanaf 1938 was de gouw ook de thuisbasis van het concentratiekamp Flossenbürg en zijn vele subkampen. Omdat de gouw Bayerische Ostmark geen grensgebied meer was, werd het in juni 1942 gewijzigd in gouw Bayreuth.

## Ambtsbekleders
De volgende personen behoorden tot de gouwleiding:
- Gauleiter: Hans Schemm (1933 - 1935), Fritz Wächtler (1935 - 1945), Ludwig Ruckdeschel (1945)
- Gauleiterstellvertreter: Ludwig Ruckdeschel (1933 - 1941), hierna geen officiele plaatsvervanger meer.